# 羅基希爾 (加利福尼亞州圖萊里縣)
羅基希爾（英語：Rocky Hill）是位於美國加利福尼亞州圖萊里縣的一個非建制地區。該地的面積和人口皆未知。

## 地理
羅基希爾的座標為36°17′14″N 119°05′07″W / 36.28722°N 119.08528°W，而該地的平均海拔高度為472米（即1549英尺）。